# Šmakoun

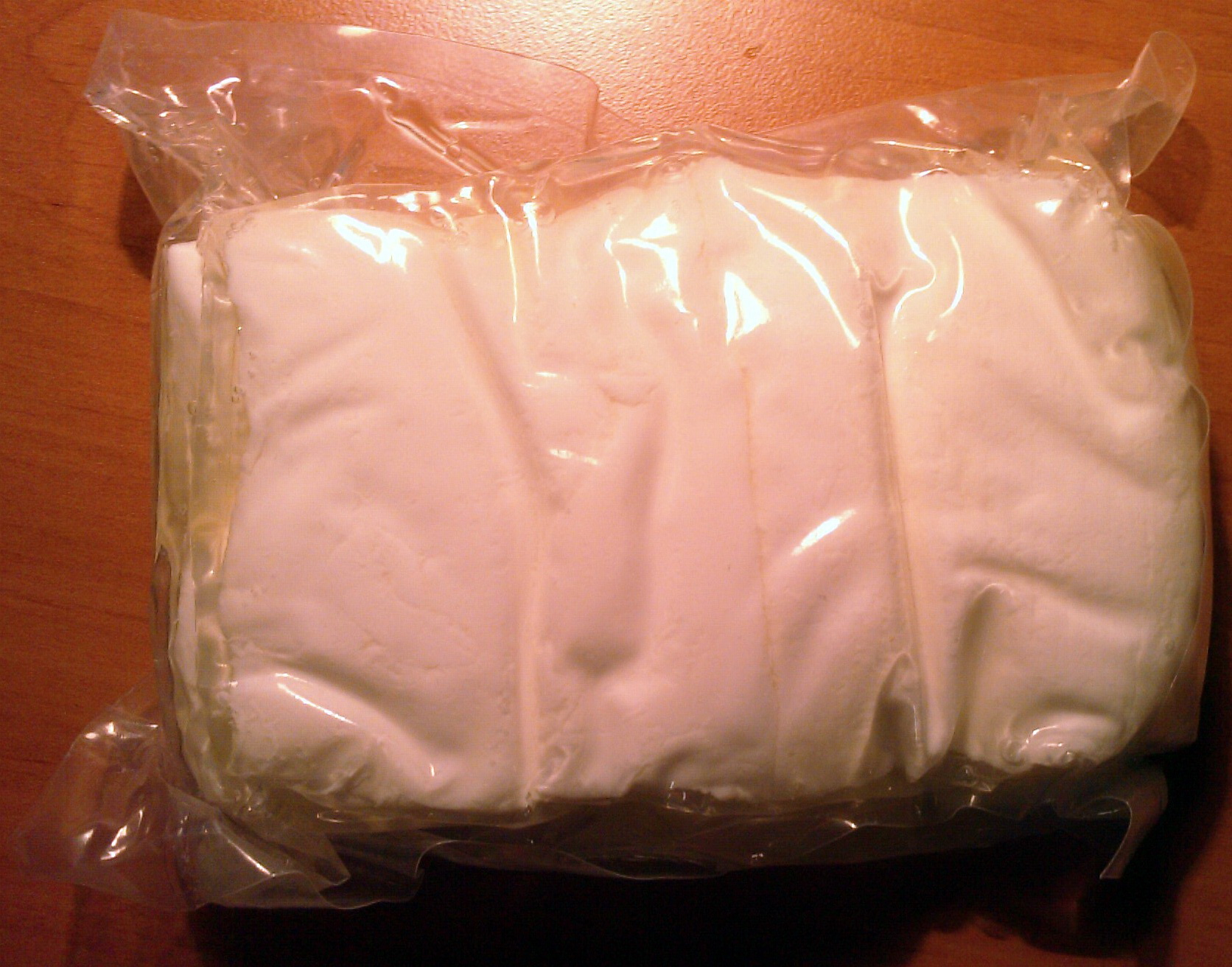
Šmakoun

Šmakoun je bílkovinová hmota vyrobená z čistých vaječných bílků. Používá se jako náhražka jiných potravin při přípravě nízkokalorických jídel. 

## Charakteristika
Neobsahuje téměř žádný tuk, cukr, cholesterol ani lepek. Jeho kalorická hodnota je zhruba 210 kJ na 100 g. V čisté podobě je prakticky bez chuti a snadno tak přijímá chutě ostatních jídel. Bílkovinný plátek je k dostání na trhu pod obchodním názvem Šmakoun. Tato potravina nového typu byla vyvinuta v České republice. Zpracování bílků do této formy umožňuje patentovaná technologie. Šmakoun se vyrábí s různými slanými, ale i sladkými příchutěmi.

## Vliv na zdraví
S ohledem na to, že se jedná o bílkovinu s téměř nulovým obsahem tuků a sacharidů, je doporučován pro redukční diety i u malých dětí. Jeho podávání je však nutno se vyhnout u dětí s alergií na vejce (dieta s vyloučením vajec). Naopak je šmakoun považován za bezpečnou potravinu při bezlepkové dietě a při dietě s vyloučením mléka.